# Distrito de Huamatambo
El Distrito peruano de Huamatambo es uno de los trece distritos de la Provincia de Castrovirreyna, ubicada en el Departamento de Huancavelica, bajo la administración del Gobierno regional de Huancavelica, en la zona central del Perú.   Limita por el norte con el Departamento de Ica; por el sur con el distrito de San Juan; por el este con el Distrito de Tantara; y, por el oeste con el Departamento de Ica.
Desde el punto de vista jerárquico de la Iglesia católica, forma parte de la Diócesis de Huancavelica.

## Historia
La fecha de creación por ley de este distrito es el 12 de enero de 1942., dada en el primer gobierno del Presidente Manuel Prado Ugarteche.

## Geografía
La población total en este distrito es de 447 personas y tiene un área de 54,16 km².

## Autoridades

### Municipales
- 2011 - 2014[5][6]
  - Alcalde: Ronmel Gabino Lázaro Gálvez, Movimiento independiente regional Unidos Por Huancavelica (UPH).
  - Regidores: Inés Natalia Urbina Martínez (TPT), Alex Sandro Páucar Antezana (TPT), Teodomiro Canchari Santiago (TPT), Florencia Felícita Salazar Navarro (TPT), Dammert Hermogenes Auris Páucar (Partido Aprista Peruano).[7]
- 2007 - 2010
  - Alcalde: Darío Temístocles Mendoza Villegas,[8] Partido Aprista Peruano.

### Policiales
- Comisario:   PNP.

### Religiosas
- Diócesis de Huancavelica[9]
  - Obispo de Huancavelica: Monseñor Isidro Barrio Barrio.[10]
- Parroquia
  - Párroco: Pbro.  .